# Ермошкинское сельское поселение
Ермо́шкинское се́льское поселе́ние (чув. Ярмушка ял тӑрӑхӗ) — муниципальное образование в Вурнарском районе Чувашии (Россия). Административный центр — деревня Ермошкино (расстояние до райцентра — 20 км).

## История
Создано в ходе муниципальной реформы 2005 года.

## Природа
По землям поселения течёт река Большой Цивиль, полноводная весной.

## Состав поселения
Поселение состоит из 8 населённых пунктов:
- Альменево — село
- Ермошкино — деревня
- Кивсерт-Мурат — деревня
- Кожар-Яндоба — деревня
- Мунъялы — деревня
- Ойкас-Яндоба — деревня
- Пуканкасы — деревня
- Хорапыр — деревня

## Население
| 2010  | 2012  | 2013  | 2014  | 2015  | 2016  | 2017  |
| ----- | ----- | ----- | ----- | ----- | ----- | ----- |
| 1422  | ↘1370 | ↘1343 | ↘1296 | ↘1263 | ↘1234 | ↘1195 |
| 2018  | 2019  | 2020  | 2021  |       |       |       |
| ↘1146 | ↘1107 | ↘1064 | ↘1037 |       |       |       |

## Экономика
1 школа, 2 ФАП, 1 ДК, 4 клуба, 1 библиотека, 1 отделение связи, 1 спортзал, 4 спортплощадки, 5 предприятий торговли и обслуживания.

## Связь и средства массовой информации
- Связь: ОАО «Волгателеком», Би Лайн, МТС, Мегафон. Развит интернет ADSL технологии.
- Газеты и журналы: Вурнарская районная газета «Сентеру Суле» — «Путь победы». Языки публикаций: чувашский, русский.
- Телевидение: Население использует эфирное и спутниковое телевидение, за отсутствием кабельного телевидения. Эфирное телевидение позволяет принимать национальный канал на чувашском и русском языках.